# Dessova–Martinova oxidace
Dessova–Martinova oxidace je organická reakce sloužící k oxidaci primárních alkoholů na aldehydy a sekundárních na ketony pomocí Dessova–Martinova perjodinanu.
Činidlo i reakci objevili američtí chemici Daniel Benjamin Dess a James Cullen Martin v roce 1983.
Při reakci se používá sloučenina hypervalentního jodu podobná kyselině 2-jodoxybenzoové, která oxiduje alkoholy na aldehydy či ketony selektivně a za mírných podmínek. Reakce často probíhá v chlorovaných rozpouštědlech, jako jsou dichlormethan a chloroform. Lze ji uskutečnit i za pokojové teploty a je rychlá. Většinu nealkoholových funkčních skupin neovlivňuje.
Dessovy–Martinovy oxidace se často upřednostňují, protože probíhají za mírných podmínek, nepoužívají se při nich toxické sloučeniny chromu, nevyžadují větší přebytky kooxidantů a snadno se provádějí.

Mechanismus Dessovy–Martinovy oxidace

Při reakci vznikají dva ekvivalenty kyseliny octové. Ochránit citlivé skupiny před jejím působením je možné pomocí pyridinu nebo hydrogenuhličitanu sodného.
Za přítomnosti vody probíhá reakce rychleji.